# Summer storms and rocking rivers
Summer storms and rocking rivers is een livealbum van Djabe en Steve Hackett. Het album bevat een compact disc en een dvd van hetzelfde concert van die combinatie: Bratislava, Slowakije, 14 juli 2011. Het concert liet een mengeling horen van de solomuziek van Hackett, muziek van Genesis uit de tijd dat Hackett er lid van was en muziek van Djabe. In eerste instantie (vanaf 2013) was het album alleen op dubbelelpee te koop, in 2017 verscheen het op digitale media.

## Musici
- Steve Hackett – gitaar, zang
- Ferenc Kovács – zang, trompet, viool
- Zoltán Kovács – toetsinstrumenten
- Attila Égerházi – gitaar, percussie
- Tamás Barabás – basgitaar
- Szilárd Banai – drumstel

## Muziek
| Nr. | Titel                                      | Duur |
| --- | ------------------------------------------ | ---- |
| 1.  | City of Habi (van Djabe)                   | 6:42 |
| 2.  | The steppes (van Hackett)                  | 7:21 |
| 3.  | Butterfly (van Djabe)                      | 8:40 |
| 4.  | Scenes – Above Poland (van Djabe)          | 7:56 |
| 5.  | Scenes – Sunset at the seaside (van Djabe) | 1:17 |
| 6.  | Horizons (van hackett)                     | 1:17 |
| 7.  | Ace of wands (van Hackett)                 | 3:38 |
| 8.  | Flowers stillness (van Djabe)              | 2:45 |
| 9.  | Rush for Ménes (van Djabe)                 | 8:12 |
| 10. | Strange places (van Djabe)                 | 3:34 |
| 11. | Last train to Istanbul (van Hackett)       | 5:22 |
| 12. | Firth of Fifth (van Genesis)               | 5:04 |
| 13. | Summer rain (van Djabe)                    | 1:06 |
| 14. | In that quiet earth (van Genesis)          | 4:45 |
| 15. | Distant dance (van Djabe)                  | 7:22 |
| 16. | Los endos (van Genesis)                    | 3:17 |

Op de dvd zijn te zien en te horen: City Of Habi, The steppes, Dark soup, Butterfly, Scenes – Above Poland, Scenes – Sunset at the seaside, Steve’s acoustic set (Classical gas, Blood on the rooftops, Horizons, Ace of wands, Firth of Fifth, Last train to Istanbul, Summer storms, Rocking rivers, Rush for Ménes, Strange pPlaces, Rush for Ménes Reprise, Summer rain, In that quiet earth, Distant dance, met nog wat extra toevoegingen (docu). De dvd duurt 97 minuten. 